# Наливайківська вулиця
Налива́йківська ву́лиця — зникла вулиця, що існувала в Московському, нині Голосіївському районі міста Києва, місцевість Деміївка. Пролягала від Деміївської площі (тоді — Московської) до Луцької вулиці.
Прилучалася Шевська вулиця. 

## Історія
Вулиця виникла наприкінці XIX століття, ймовірно під такою ж назвою. Ліквідована разом із навколишньою малоповерховою забудовою 1981 року.